# Himerois thiochroa
Himerois thiochroa là một loài bướm đêm trong họ Noctuidae.